# فاطمه مخدومی
فاطمه مخدومی (زاده ۲۶ بهمن ۱۳۷۹) بازیکن فوتبال ایرانی است که سابقه بازی در پست مهاجم در باشگاه فوتبال زنان وچان و تیم ملی فوتبال ایران را داشته و اکنون در باشگاه فوتبال ایستا کردستان بازی می‌کند.

## تیم ملی
وی دوبار به همراه تیم ملی فوتبال ایران راهی تورنمنت‌های بین‌المللی راهی بنگلادش و ایتالیا شده‌است.

## گلزنی
| ردیف | تیم           | رقیب            | گل  | فصل                    | هفته | گزارش |
| ---- | ------------- | --------------- | --- | ---------------------- | ---- | ----- |
| ۱    | ایستا کردستان | پالایش‌گاز ایلام | ۵۶' | لیگ برتر ایران ۰۴–۱۴۰۳ | اول  | [ ۷ ] |
| ۲    | ایستا کردستان | آوا تهران       |     | لیگ برتر ایران ۰۴–۱۴۰۳ | دوم  | [ ۸ ] |
| ۳    | ایستا کردستان | آوا تهران       |     | لیگ برتر ایران ۰۴–۱۴۰۳ | دوم  | [ ۸ ] |
|      |               |                 |     |                        |      |       |